# Eugenysa
Eugenysa là một chi bọ cánh cứng trong họ Chrysomelidae.
Chi này được miêu tả khoa học năm 1837 bởi Chevrolat.

## Các loài
Các loài trong chi này gồm:
- Eugenysa grossa (Linnaeus, 1758)
- Eugenysa jasinskii Borowiec & Dabrowska, 1997
- Eugenysa martae Borowiec, 1987
- Eugenysa unicolor Borowiec & Dabrowska, 1997